# Deportivo Chalco
Deportivo Chalco ist ein ehemaliger mexikanischer Fußballverein aus Chalco de Díaz Covarrubias im Bundesstaat México. Der 1942 gegründete Verein trägt seine Heimspiele im Estadio Joaquín Iracheta aus und kooperiert mit dem Club Necaxa.
Deportivo Chalco gehört zu den Gründungsmitgliedern der Tercera División und war in seiner ersten Phase von 1967/68 bis zu seinem Abstieg am Ende der Saison 1971/72 in der Liga vertreten. Zur Saison 1977/78 nahmen die Fußballer des Vereins erneut ihren Spielbetrieb in der Tercera División auf und waren dort noch mindestens bis in die 1980er-Jahre hinein vertreten.